# ケンタウルス座デルタ星
ケンタウルス座δ星（英語: Delta Centauri）は、ケンタウルス座にある3等星の恒星である。

## 特徴
この星は、高速に自転しているBe星であり、高速の自転により形が扁平になり極は熱く明るくなる。この星は自身から放出されたガス円盤に囲まれているガス殻星である。スペクトルは特異でおうし座ζ星、ペルセウス座φ星に似ている。
温度の推測は困難であり、温度は22,400Kとされるが、実際には更に1,000K高温かもしれない。この星の質量から推測すると将来的に超新星と白色矮星のいずれになるのかは不明である。白色矮星になる場合は、炭素と酸素ではなくネオンと酸素から構成されると推測される。
この星が、約8au離れた分光連星 (Aa+Ab) だとする説もある。
さそり-ケンタウルス運動星団（Scorpius-Centaurus association）の「Lower-Centaurus-Crux」に属すとされるが、それを否定する観測結果もある。その場合、2つの伴星BとC、すなわち、離角3.7分の4.5等星HR 4618と、離角2.5分の6.4等星HR 4619は、実際にはδ星の2倍の距離にある見かけの重星となる。

## 名称
中国では近南極星区の星官馬尾の第3星であり、馬尾三と呼ばれる。δ星は馬尾の最輝星でもあり、西洋では馬尾（Mǎ Wěi マーウェイ）に由来する Ma Wei で呼ばれることがある。